# Wrona (piosenkarka)
WRONA, właśc. Weronika Jasiówka – polska wokalistka, kompozytorka, autorka tekstów, producentka muzyczna i instrumentalistka. Tworzy muzykę z gatunku alternative, punk, electro pop.
Założycielka oraz perkusistka rockowego girlsbandu Brain’s All Gone, z którym dotarła do półfinału IV edycji telewizyjnego show Must Be the Music. W 2015 roku zespół podpisał kontrakt fonograficzny z wytwórnią Sony Music Entertainment Poland i wydał debiutancki album "Yet We Have Hearts" W 2021 roku WRONA zwyciężyła konkurs organizowany przez Polskie Radio Czwórka "Wydaj Płytę z Będzie Głośno", nakładem Agencji Muzycznej Polskiego Radia ukazał się debiutancki solowy album artystki "SEN O SMAKU LUKRECJI". Rok później została wyróżniona w "Rytmach Młodych" na Festiwal w Jarocinie, gdzie zagrała na głównej scenie. Jest także laureatką festiwalu Soundela 2023. 1 marca 2024 roku miała miejsce premiera mini-albumu "Absurdalia". W 2024 wygrała Eliminacje do Pol’and’Rock Festival i wystąpiła na Małej Scenie festiwalu.
Przez ponad dekadę działalności muzycznej zagrała na wielu innych festiwalach muzycznych takich jak Great September, Męskie Granie, FEST Festival, Rebellion Punk Music Festival, festiwal FAMA, czy Punk Rock Holiday.

## Dyskografia
| Rok  | Tytuł                | Typ | Wytwórnia                        |
| ---- | -------------------- | --- | -------------------------------- |
| 2021 | SEN O SMAKU LUKRECJI | LP  | Agencja Muzyczna Polskiego Radia |
| 2024 | Absurdalia           | EP  | LOG7                             |
| 2025 | Spacery Po Piekle    | LP  | –                                |

## Działalność pozamuzyczna
W 2020 wystąpiła w kampanii społecznej "Ogarnij Hejt" organizowanej przez Instytut Polska Przyszłości im. Stanisława Lema. W 2022 roku prowadziła autorską audycję "Dziewczyny Grają" w Radiu Czwórka.